# Вегавис
Вегавис (лат. Vegavis iaai) — вид вымерших птиц неясного систематического положения, единственный известный представитель одноимённого рода. Известен по остаткам из верхнемеловых (верхний маастрихт, 69—66 млн лет назад) отложений Антарктики.

## Этимология названия
Родовое название «вегавис» (Vegavis) образовано из названия антарктического острова Вега, где были найдены окаменелые останки вида, и латинского слова «avis» — птица. Видовой эпитет «iaai» представляет собой аббревиатуру IAA (Instituto Antártico Argentino, Аргентинский антарктический институт) в родительном падеже.

## Открытие и исследование
Голотип вегависа был найден экспедицией IAA в сезон 1992/1993 годов в отложениях мыса Агнец (Cape Lamb) на небольшом острове Вега около Антарктического полуострова. Находка представляет собой частичный скелет без черепа, заключённый в двух частях конкреции, и хранится в музее Ла-Платы, Аргентина, под каталожным номером MLP 93-I-3-1.
Этот образец был предварительно описан в 1995 году, а в 2005 году вышло описание на его основе нового вида, включающее данные новых исследований. Десятилетний промежуток вызван тем, что остатки птицы очень хрупки и должны были быть тщательно подготовлены для изучения. Окаменелость была исследована с помощью компьютерной томографии, что позволило выяснить структуру костей, скрытых породой, без повреждения находки. Позже образец всё же извлекли из породы, и в 2021 году вышла статья с его более детальным описанием.
В январе 1993 года, незадолго до обнаружения голотипа, та же экспедиция в том же геологическом горизонте обнаружила ещё один экземпляр вегависа, получивший в Аргентинском музее естественных наук обозначение MACN-PV 19.748. Он был описан лишь в 2016 году, перед чем тоже исследован на томографе. Этот образец включает часть черепа и примечателен наличием сиринкса, сохранившегося благодаря минерализованным элементам, причём в трёхмерном виде. Это первая в мире мезозойская находка сиринкса.
В 2005 году в маастрихтских отложениях острова Вега (на 12 м выше горизонта, из которого происходят упомянутые экземпляры) были найдены два фрагмента одной бедренной кости, которую сначала определили как принадлежащую птице из отряда кариамообразных, а по результатам детального исследования 2019 года отнесли к вегавису, но не к V. iaai, а к новому, неописанному, виду. Она примерно вдвое больше, чем у V. iaai.

## Описание
Достигая длины тела 61 см и веса 2,2 кг, вегавис, очевидно, был похож на длинноногую утку. Плечевая кость немного длиннее крестца и примерно той же длины, что тибиотарзус.
Конечности вегависа имели признаки непатологического остеосклероза (уплотнения костей) и ряд других признаков, указывающих на то, что он плавал и нырял при помощи ног.

## Систематическое положение
Авторы описания вегависа отнесли его к отряду гусеобразных и надсемейству Anatoidea; согласно их выводам, его ближайшие современные родственники — семейство утиных. Если это так, то в маастрихте уже существовали клада новонёбных, отряд гусеобразных и надсемейство Anatoidea. Таким образом, находка вегависа была расценена как первое доказательство того, что некоторые группы современных птиц обособились ещё в мезозое. До этого многие учёные считали, что разделение птиц на современные группы произошло уже после вымирания нептичьих динозавров.
В 2017 году Agnolín et al. объединили вегависа с Polarornis — ещё одной птицей из маастрихта Антарктики — в новое семейство Vegaviidae, отнесённое ими по-прежнему к отряду гусеобразных. В это семейство был включён и ряд иных ископаемых птиц, но другие авторы ограничивают объём семейства двумя упомянутыми родами. По данным Marsà et al. (2017), тоже отнёсших вегависа к гусеобразным, он — единственная известная бесспорная веерохвостая птица мелового периода.
Авторы ряда работ не согласились с отнесением вегависа к гусеобразным. В 2017 году Worthy et al. выделили семейство Vegaviidae в новый отряд Vegaviiformes, отнесённый к группе Galloanserae, куда входят и гусеобразные. В том же году McLachlan et al. пришли к выводу, что эволюционная линия Vegaviidae обособилась не только раньше гусеобразных, но даже раньше разделения бескилевых и новонёбных. Эти авторы отнесли Vegaviidae к птицехвостым без конкретизации положения внутри этой группы.
Согласно Г. Майру с соавторами (2018), второй экземпляр вегависа убедительно показал, что у него нет близкого родства с Anatoidea. По мнению этих исследователей, вегавис принадлежит к веерохвостым, но, вероятно, не относится к гусеобразным и может не относиться к Galloanserae. Acosta Hospitaleche & Worthy (2021) относят вегависа к веерохвостым, отмечая неясность его систематического положения.